# الكسندر تي. ماكجيل
الكسندر تي. ماكجيل هو محامي وسياسي أمريكي، ولد في 20 أكتوبر 1845، وتوفي في 21 أبريل 1900. نشط حزبياً في الحزب الديمقراطي. وقد انتخب عضو جمعية نيوجيرسي العامة ‏.